# Carlsbad (Nuevo México)
Carlsbad es una ciudad ubicada en el condado de Eddy en el estado estadounidense de Nuevo México. En el Censo de 2010 tenía una población de 26138 habitantes y una densidad de población de 345,52 habitantes por km².

## Geografía
Carlsbad se encuentra ubicada en las coordenadas 32°24′27″N 104°14′43″O / 32.40750, -104.24528. Según la Oficina del Censo de los Estados Unidos, Carlsbad tiene una superficie total de 75,65 km², de la cual 74,94 km² corresponden a tierra firme y (0,93%) 0,71 km² es agua.

## Demografía
Según el censo de 2010, había 26138 personas residiendo en Carlsbad. La densidad de población era de 345,52 hab./km². De los 26138 habitantes, Carlsbad estaba compuesto por el 77,42% blancos, el 1,91% eran afroamericanos, el 1,28% eran amerindios, el 1% eran asiáticos, el 0,05% eran isleños del Pacífico, el 15,28% eran de otras razas y el 3,06% pertenecían a dos o más razas. Del total de la población el 42,49% eran hispanos o latinos de cualquier raza.

## Educación
El Distrito de Escuelas Municipales de Carlsbad gestiona escuelas públicas.